# تاريخ الصهيونية

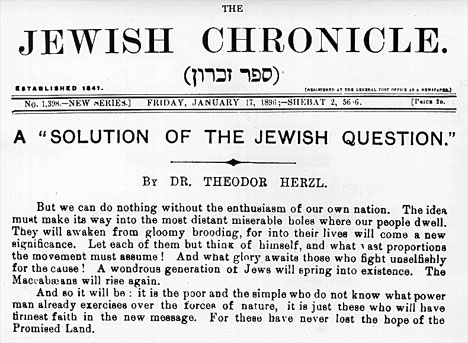
لا يمكننا فعل أي شيء بدون حماس أمتنا. يجب أن تشق الهوية طريقها إلى أبعد الجسور البائسة حيث يسكن شعبنا.

يُعتقد عمومًا أن الصهيونية كحركة منظمة قد أسسها تيودور هرتزل عام 1897. لكن تاريخ الصهيونية بدأ، رغم ذلك، في وقت سابق ويرتبط باليهودية والتاريخ اليهودي. تحملت منظمات أحباء صهيون مسؤولية إنشاء 20 مدينة يهودية جديدة في فلسطين بين عامي 1870 و1897.
كان الهدف الرئيسي للحركة هو إعادة إنشاء وطن قومي يهودي ومركز ثقافي في فلسطين من خلال تسهيل عودة اليهود من الشتات، وكذلك إعادة إنشاء دولة يهودية (ما عُرف عادة بالدولة العلمانية ذات الأغلبية اليهودية)، مع تحقيق هدفها عام 1948 بإنشاء إسرائيل.
تضاءلت أهمية الحركة الصهيونية كمنظمة، منذ إنشاء دولة إسرائيل، ومع ازدياد قوتها كدولة.
لا تزال الحركة الصهيونية موجودة، وتعمل على دعم إسرائيل، ومساعدة اليهود المضطهدين وتشجيع هجرة اليهود إلى إسرائيل. تواصل معظم الأحزاب السياسية الإسرائيلية تعريف نفسها بأنها صهيونية.
نجاح الصهيونية مرهون بالنمو المضطرد لنسبة يهود العالم القاطنين بإسرائيل على مر السنين، واليوم يعيش 40% من يهود العالم في إسرائيل. لا يوجد مثال آخر في التاريخ البشري لأمة يُعاد تأسيسها بعد فترة طويلة من العيش كأمة في الشتات.

## خلفية: الأصول التاريخية والدينية للصهيونية

### الأصول التوراتية
ظهرت أصول عودة اليهود إلى أرض أجدادهم، بدافع من تدخل إلهي حاسم، لأول مرة في التوراة، وبالتالي اعتُمدت في وقت لاحق في العهد القديم المسيحي. بعد أن نزل يعقوب وبنوه إلى مصر هربًا من القحط، استُعبدوا وصاروا أمة من الأمم. ذهب موسى، في وقت لاحق، بأمر من الله، إلى فرعون، وطالبه قائلًا: «دع شعبي يذهب!»، وأنذره بعواقب وخيمة إن لم يحدث ذلك. تصف التوراة قصة الأوبئة وخروج اليهود من مصر، والتي يُقدر أنها وفعت عام 1400 قبل الميلاد تقريبًا، وبداية رحلة الشعب اليهودي نحو أرض إسرائيل. يُحتفل بذلك سنويًا خلال عيد الفصح، وتُختتم وجبة الفصح عادة بالعبارة «السنة القادمة في أورشليم».
ظهر موضوع العودة إلى وطنهم التقليدي مرة أخرى بعد أن غزا البابليون يهودا عام 587 قبل الميلاد ونفي اليهود إلى بابل. نعى اليهود سبيهم، في سفر المزامير (مزمور 137)، فيما تنبأ أنبياء مثل حزقيال بعودتهم. يروي الكتاب المقدس كيف غزا كورش العظيم بابل عام 538 قبل الميلاد، وأصدر إعلانًا بمنح شعب يهوذا حريتهم. عاد 50,000 من سكان يهوذا بقيادة زربابل. عادت مجموعة ثانية من 5000 شخص، بقيادة عزرا ونحميا، إلى يهودا عام 456 قبل الميلاد.

### محاولات سابقة
تُعد ثورة اليهود ضد هرقل عام 613 آخر محاولة يهودية جدية للحصول على الحكم الذاتي في فلسطين في العصور القديمة. قاد ديفيد ألروي عام 1160 انتفاضة يهودية في الجزيرة الفراتية بهدف استعادة الأرض الموعودة. ادعى شبتاي تسفي، المنتمي لتركيا الحديثة، عام 1648، أنه سيقود اليهود إلى فلسطين. غادر البيروشيم، أتباع فيلنا غاوون، في بداية القرن التاسع عشر، ليتوانيا ليستقروا في أرض إسرائيل تحسبًا لعودة المسيح عام 1840. أفادت رسالة من القنصلية البريطانية في أورشليم عام 1839 أن «يهود الجزائر، ويهود المناطق التابعة لها، كثيرون في فلسطين …». تواجدت كذلك هجرة كبيرة من آسيا الوسطى (يهود بخارى). قاد يهوذا بن شالوم عام 1868 انتقال كبير من يهود اليمن إلى فلسطين.
بالإضافة إلى الحركات المسيانية، عزز اليهود الفارين من الاضطهاد المسيحي، وخاصة بعد ما يسمى بسقوط الأندلس (الاسم العربي لشبه الجزيرة الإيبيرية)، سكان الأراضي المقدسة ببطء. أصبحت صفد مركزًا هامًا للقبالة. تواجد في القدس والخليل وطبرية كذلك عدد كبير من السكان اليهود.

### عليا وتجمع من هم في الشتات
حظيت أرض إسرائيل، بين يهود الشتات، بالتبجيل الثقافي والقومي والعرقي والتاريخي والديني. اعتقدوا بالعودة إليها في عصر مسياني مستقبلي. ظلت العودة فكرة متكررة بين الأجيال، خاصة في صلاة عيد الفصح وصلاة يوم الغفران، التي تُختم عادة بعبارة «السنة القادمة في أورشليم»، وفي صلاة عميداه (صلاة الوقوف) ثلاث مرات كل يوم.
تتضمن الصلوات اليهودية اليومية إشارات عديدة إلى «شعبك إسرائيل» و«عودتك إلى أورشليم»، وتربط الخلاص باستعادة التواجد بأرض إسرائيل، أرض صهيون وأورشليم (عادة ما يكون مصحوبًا بذكر المسيح)، كصلاة أوفا ليتسيون (إشعياء 59:20): «ويأتي الفادي إلى صهيون…». لطالما اعتُبرت عليا (العودة إلى إسرائيل) عملًا جديرًا بالثناء بالنسبة لليهود وفقًا للشريعة اليهودية، ويعتبرها بعض الحاخامات إحدى الوصايا الـ613 الأساسية في اليهودية. كان بعض الحاخامات المشهورين (وفي كثير من الأحيان أتباعهم)، منذ العصور الوسطى وبعدها، يرحلون إلى أرض إسرائيل. كان من بين هؤلاء موشه بن نحمان، يحيئيل الباريسي مع عدة مئات من طلابه، يوسف كارو، مناحيم مندل الفيتيبسكي و300 من أتباعه، وأكثر من 500 تلميذ (وعائلاتهم) لفيلنا غاوون المعروف باسم بروشيم، وغيرهم.

### اضطهاد اليهود
لعب اضطهاد اليهود دورًا رئيسيًا في الحفاظ على الهوية اليهودية والحفاظ على الجاليات اليهودية المؤقتة، ولعب في وقت لاحق دورًا هامًا في إلهام الصهاينة لرفض أنماط الهوية الأوروبية.
مُنع اليهود في الدول الكاثوليكية من امتلاك الأراضي ومن ممارسة مجموعة متنوعة من المهن. كان على اليهود، منذ القرن الثالث عشر، ارتداء ملابس مميزة كقبعات خاصة أو شارات من نجوم على ملابسهم. نشأ هذا النوع من الاضطهاد في بغداد في القرن العاشر ونقله الحكام المسيحيون. أدى الطرد المستمر وانعدام الإحساس بالأمن لليهود إلى امتهان حرف يمكن الانتقال معها بسهولة بين المواقع (كصناعة الأثاث أو الخياطة).
أدى الاضطهاد في إسبانيا والبرتغال إلى اعتناق عدد كبير من اليهود للمسيحية، ومع ذلك واصل العديد ممارسة الشعائر اليهودية سرًا. ردت الكنيسة بإنشاء محاكم التفتيش في عام 1478، وبطرد جميع اليهود المتبقين في عام 1492. توسعت محاكم التفتيش عام 1542 لتشمل الدول البابوية. كان بإمكان المحققين تعذيب المشتبه فيهم على نحو تعسفي، وقد حُرق العديد من الضحايا أحياء.
أصدرت جمهورية البندقية عام 1516 مرسومًا يقضي بالسماح لليهود بالإقامة في منطقة محاطة بالأسوار في المدينة تسمى الغيتو. كان على سكان غيتو دفع ضريبة رؤوس يومية، ولم يتمكنوا من البقاء إلا لفترة محدودة. أصدر البابا عام 1555 مرسومًا يقضي بأن يواجه اليهود في روما قيودًا مماثلة. انتشر الاشتراط المتعلق بسكن اليهود في الغيتوات في جميع أنحاء أوروبا، واكتظت الغيتوات في كثير من الأحيان بالسكان، وفُرضت عليها ضرائب باهظة. كانت الغيتوات هدفًا سهلًا للرعاع (البوغروم). طُرد اليهود من إنجلترا عام 1290. تواصل الحظر إلى أن رُفع بإطاحة أوليفر كرومويل بالملكية عام 1649 (انظر إعادة توطين اليهود في إنجلترا).
بدأ اضطهاد اليهود في التراجع بعد غزو نابليون لأوروبا بعد الثورة الفرنسية، رغم أن الإمبراطورية النازية، التي لم تدم طويلًا، أعادت معظم الممارسات. استبعدت الكنيسة الكاثوليكية رسميًا عام 1965 فكرة تحميل اليهود المسؤولية الجماعية عن موت يسوع.